# A Letter for Evie
A Letter for Evie is een Amerikaanse filmkomedie uit 1946 onder regie van Jules Dassin.

## Verhaal
Evie is de penvriendin van John, een frontsoldaat in Europa tijdens de oorlog. John ondertekent zijn brieven met de naam van zijn vriend. Als ze elkaar uiteindelijk ontmoeten, komt John erachter dat Evie verliefd is geworden op de man die zijn pseudoniem draagt.

## Rolverdeling
| Acteur                | Personage              |
| --------------------- | ---------------------- |
| Marsha Hunt           | Evie O'Connor          |
| John Carroll (acteur) | Edgar Larson           |
| Hume Cronyn           | John Phineas McPherson |
| Spring Byington       | Mevrouw McPherson      |
| Pamela Britton        | Barney Lee             |
| Norman Lloyd          | DeWitt Pynchon         |
| Percival Vivian       | Mijnheer McPherson     |
| Donald Curtis         | Kapitein Budlowe       |
| Esther Howard         | Mevrouw Edgewaters     |
| Robin Raymond         | Eloise Edgewaters      |
| Therese Lyon          | Mevrouw Jackson        |
| Lynn Whitney          | Juffrouw Jenkins       |